# Rödhajar
Rödhajar (Scyliorhinidae) eller katthajar är en familj av hajar. Familjen rödhajar ingår i ordningen gråhajartade hajar, klassen hajar och rockor, fylumet ryggsträngsdjur och riket djur. Familjen Scyliorhinidae utgörs av över 158 arter fördelade i 17 släkten vilket innebär att familjen utgör den mest artrika familjen bland världens hajar.
Det vetenskapliga namnet för typsläktet är Scyliorhinus bildat av de gammalgrekiska orden skylla (haj) och rhinos (nos).
Arterna förekommer i alla hav i tempererade och tropiska vatten. Den dyker till ett djup av 2200 meter. De flesta arterna blir inte längre än 80 cm i vuxen ålder. 
Exemplaren har vanligen en långsträckt kropp och ögonen påminner om katternas ögon. Rödhajar har fem gälöppningar och den femte ligger ungefär vid början av bröstfenorna. På ryggen förekommer två ryggfenor. De största arterna blir 162 cm långa.
Honor lägger stora ägg i ett hölje med håriga utskott. Hos några arter kläcks äggen inuti honans kropp. Födan utgörs av fiskar och ryggradslösa djur.
Släkten enligt Catalogue of Life och Dyntaxa:
- Apristurus
- Asymbolus
- Atelomycterus
- Aulohalaelurus
- Bythaelurus
- Cephaloscyllium
- Cephalurus
- Figaro
- Galeus
- Halaelurus
- Haploblepharus
- Holohalaelurus
- Parmaturus
- Pentanchus
- Poroderma
- Schroederichthys
- Scyliorhinus